# 崔娜·邁克爾斯
崔娜·邁克爾斯（英語：Trina Michaels，1983年1月13日—），美國女色情演員及職業摔跤的女助理。邁克爾斯在進入成人電影業前，曾在汽車保險索賠公司工作，也擔任過服務生。
她曾為職業摔跤公司Xtreme Pro Wrestling（XPW）擔任過助理，還待過女子極限摔跤（WEW）、裸女摔跤聯盟（NWWL）、PWA、SCP和AWS。WWE名人堂米克·佛利是她孩子的教父。

## 圖集

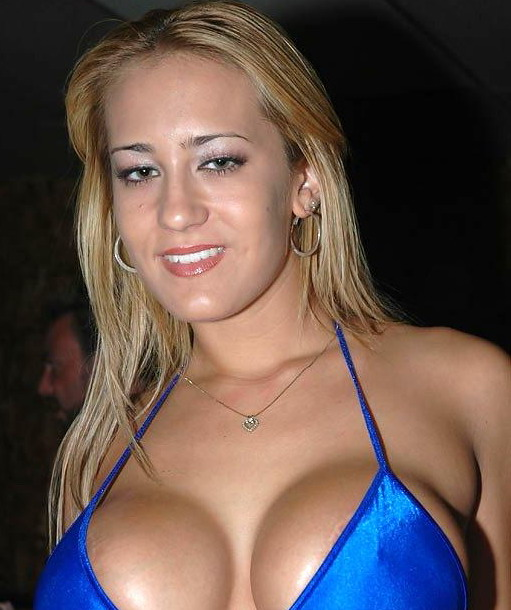
邁克爾斯，攝於2005年
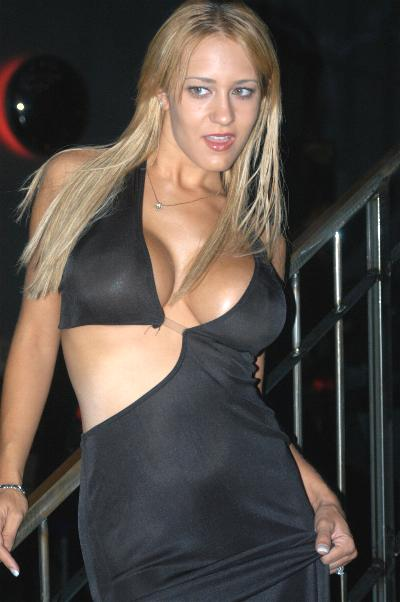
邁克爾斯，攝於2005年
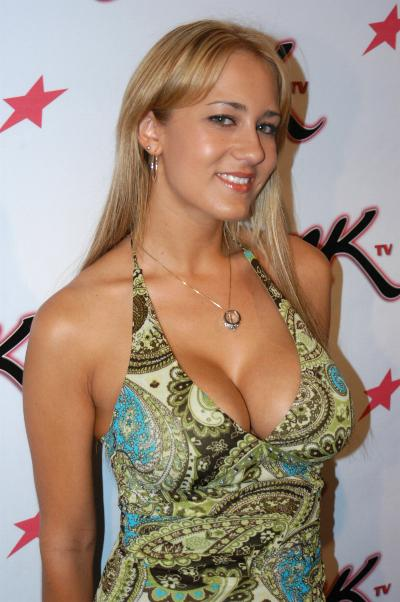
邁克爾斯，攝於2006年
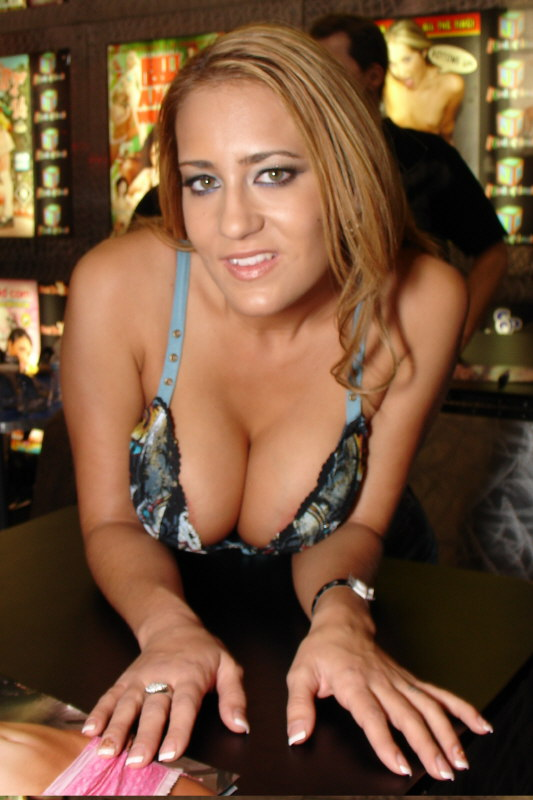
邁克爾斯，攝於2007年

## 外部連結
- Trina Michaels的Facebook專頁
- Trina Michaels在互联网电影资料库（IMDb）上的資料（英文）
- Trina Michaels在網際網路成人電影資料庫
- 成人電影資料庫上Trina Michaels的资料（英文）